# Wilhelm Strienz
Wilhelm Strienz (ur. 2 września 1900, zm. 10 maja 1987) – niemiecki piosenkarz, jego kariera rozpoczęła się jeszcze przed II wojną światową, ale w jej czasie nagrał kilka płyt. Do najsławniejszych piosenek w jego wykonaniu należą m.in. piosenka Erwina Lehnowa Gute Nacht, Mutter oraz Abends in der Taverne z 1940 roku.
Jego nazwisko figurowało na Gottbegnadeten-Liste (Lista obdarzonych łaską Bożą w III Rzeszy).

## Dyskografia
- Aufnahmen des Deutschen Rundfunks aus den Jahren 1939-1945
- W. Strienz Vol. I
- W. Strienz Vol. II
- W. Strienz Vol. III